# Вилхелм Хайнрих фон Валдбург
Вилхелм Хайнрих фон Валдбург (на немски: Wilhelm Heinrich von Waldburg; * 26 януари 1580; † 7 май 1652) е населдствен трушсес, граф на Валдбург, 1628 г. граф във Фридберг и Траухбург, Шер, Дюрментинген, Бусен и Каленберг, от 7 септември 1628 г. имперски граф на Валдбург и президент на имперския камерен съд.
Той е син на фрайхер Кристоф фон Валдбург-Траухбург (* 2 август 1551; † 28 февруари 1612), населдствен трушсес на Валдбург във Фридберг и Шеер (1580), и съпругата му графиня Анна Мария фон Фюрстенберг-Хайлигенберг (* 3 февруари 1562; † 2/12 октомври 1611), единствена дъщеря на граф Хайнрих X фон Фюрстенберг (1536 – 1596) и графиня Амалия фон Золмс-Лих (1537 – 1593). Брат е на Кристоф Маркус (1590 – 1617), хауптман на Валдбург, Фридрих (1592 – 1636), фрайхер и трушсес на Валдбург в Траухбург, президент на имперския камерен съд, от 1628 г. имперски граф.
Вилхелм Хайнрих става на 1 юни 1628 г. в Прага граф на Фридберг и Траухбург. От 7 септември 1628 г. той е имперски граф на Валдбург и президент на имперския камерен съд. Той строи капелата Лорето. Той умира на 7 май 1652 г. на 72 години.
През 1785 г. графовете фон Валдбург продават цялото графство Фридберг-Шер с господствата Дюрментинген и Бусен на княз Карл Анселм фон Турн и Таксис за 2 100 000 гулдена.

## Фамилия
Вилхелм Хайнрих фон Валдбург се жени на 4 октомври 1612 г. за графиня Юлиана фон Зулц (* 12 ноември 1590 във Вадуц; † 23 май 1617), дъщеря на Карл Лудвиг фон Зулц (1568 – 1616) и графиня Доротея Катарина фон Сайн (1562 -1609). Тя умира при раждане на 26 години. Те имат децата:
- Кристоф Карл фон Валдбург (* 24 август 1613; † 28 мнарт 1672), имперски граф на Валдбург (1652 – 1672), във Фридберг, Шер, Каленберг, Менген и Заулгау (1659), женен на 24 октомври 1655 г. за графиня Мария Елизабет фон Зулц (* 18 юни 1625 в Тинген), дъщеря на граф Карл Лудвиг Ернст фон Зулц, ландграф в Клетгау, и графиня Мария Елизабет фон Хоенцолерн-Зигмаринген
- Ото фон Валдбург (* 11 март 1615; † 13 юли 1663), имперски граф на Валдбург във Фридберг, Шер, Каленберг, Менген и Заулгау (1659), женен на 5 май 1642 г. за Мария Сидония Шлик цу Басаун и Вайскирхен († 1691)
- Леополд Фридрих фон Валдбург (* 12 май 1616; † ноември 1667), домхер в Кьолн и Страсбург, канон на Св. Гереон в Кьолн (1629 – 1641)
- Вилхелм Вунибалд фон Валдбург (* 23 май 1617; † 1666/1674), домхер в Кьолн (1623), във Вюрцбург (1629 – 1649), канон Св. Гереон в Кьолн (1638), катедрален шоластикус и архидякон в Страсбург

Вилхелм Хайнрих фон Валдбург се жени втори път на 28 септември 1625 г. за Анна Мария фон Валдбург-Волфег-Цайл (* 11 март 1597; † 14 октомври 1635), дъщеря на населдствен трушсес граф Хайнрих фон Валдбург-Волфег (1568 – 1637) и графиня Мария Якоба фон Хоенцолерн-Зигмаринген (1577 – 1650). Тя умира на 38 години. Те имат шест деца:
- Хайнрих Франц фон Валдбург(* 1626; † 27 януари 1628)
- Йохан Франц Евзебиус фон Валдбург (* 22 ноември 1627; † 27 януари 1628)
- Йохан Евзебиус фон Валдбург (* 2 ноември 1628; † 17 октомври 1635)
- Мария Валбурга Евзебия фон Валдбург (* 21 май 1630; † юни 1668), монахиня (1549), пропстин в Есен
- Волф Вилхелм Хайнрих Евзебиус фон Валдбург (* 24 август 1631; † 25 януари 1713 в Мюнстер), домхер в Майнц, йезуит
- Мария Анна Евзебия фон Валдбург (* 22 юли 1633; † април 1656 в Есен), монахиня в Торн (1650), в Есен (1652) и във Фреден